# Liste des évêques de Populonia-Massa Marittima-Piombino
Cette liste recense les évêques qui se sont succédé sur le siège de Populonia (actuellement frazione de la commune de Piombino) puis de Massa Marittima à partir du XIe siècle, les évêques portant le titre de Massa et Populonia. La cocathédrale saint Antime se trouvant sur la commune de Piombino, le titre du diocèse est changé en 1978 en celui de diocèse de Massa Marittima-Piombino.

## Évêques de Populonia
- Asello (495-502)
- Saint Fiorenzo (VIe siècle)
- Saint Cerbon (it) (546-574)
  - Siège vacant (591)
- Mariniano (mentionné en 649)
- Sereno (mentionné en 680)
- Anonyme (mentionné en 753)
- Ancario (mentionné en 755 et en 759)
- Pietro (mentionné en 769)

## Évêques de Massa et Populonia
- Guriperto (mentionné en 826)
- Odalperto (mentionné en 853)
- Paolo (mentionné en 861)
- Giovanni Ier (mentionné en 877)
- Anonyme (mentionné en 886)
- Unicluso (mentionné en 923)
- Giovanni II (mentionné en 940 ou 945)
- Guido Ier (?- 979) nommé évêque de Lucques
- Enrico (1015-1050)
- Tegrimo (1057-1061)
- Bernardo (1065-1068)
- Guglielmo Ier (1074-1080)
- Guglielmo II (mentionné en 1082)
- Giovanni III (mentionné en 1099)
- Lorenzo (mentionné en 1103)
- Rolando (1112-1138)
- Alberto Ier (1149-1158)
- Giovanni IV (1181-1189)
- Martino (1189-1196)
- Marzucco Gaetani (1211-1213) nommé évêque de Luni (it)
- Alberto II (1217-1230)
  - Guglielmo II (1231) évêque élu
- Ildebrando (1231-1236)
- Niccolò Ier (mentionné en 1254)
- Ruggero Ugurgeri (1256-1268)
- Filippo di Massa (1268-?)
- Rotlando Ugurgeri (1278-1300)
- Lando di Pistoia (1307-?)
- Cristofano Melloni Tolomei, O.P (1310-?)
- Giovanni V (1313-1332)
- Galgano Pagliarecci, O.P (1332-1348)
- Guido da Riparia (1349-?)
- Antonio da Riparia (1361-1380) nommé évêque de Lucques
- Pietro da Fano, O.S.A (1380-1389 nommé évêque de Fano
  - Nicola da Salerno, O.F.M (1385-?) antiévêque
- Andrea Galeazzi, O.F.M (1389-1390) nommé évêque d'Assise
- Giovanni Gabrielli (1390-1394) nommé archevêque de Pise
- Niccolò Beruto (1394-1404) nommé archevêque d'Oristano
- Bartolomeo Ghini (1404-1425)
- Antonio Casini (1425-1429)
- Antonio da Massa, O.F.M (1430-1435)
- Riccardo Del Frate, O.S.B.Vall (1435-1438)
- Pier Giovanni Dall'Orto (1439-1467)
- Leonardo Dati (1467-1472)
- Bartolomeo Della Rovere, O.F.M (1472-1474) nommé évêque de Ferrare
- Giovanni Ghianderoni (1474-1483)
- Girolamo Conti (1483-1498)
- Ventura Benassai (1501-1511)
  - Alfonso Petrucci (1511-1517) administrateur apostolique
- Giovanni Gregorio Peroschi (1517-1524) nommé évêque de Telese
- Francesco Peroschi (1524-1529)
  - Paolo Emilio Cesi (1529-1530) administrateur apostolique
- Girolamo Ghianderoni (1530-1538) nommé évêque d'Ancone et Numana
  - Alexandre Farnèse (1538-1547) administrateur apostolique
  - Bernardino Maffei (1547-1549) évêque élu
  - Miguel da Silva (1549-1556) administrateur apostolique
- Francesco Franchini (1556-1559)
- Ventura Buralini (1560-1570)
- Antonio De Angelis (1570-1579)
- Alberto Bolognetti (1579-1585)
- Vincenzo Casali (1585-1587)
- Achille Sergardi (1587-1601)
- Alessandro Petrucci (1602-1615) nommé archevêque de Sienne
- Fabio Piccolomini (1615-1629)
- Giovanni Battista Malaspina (1629-1655)
- Bandino Accarigi (1656-1670)
- Niccolò dell'Acciaia (1671-1679)
- Polo Pecci (1679-1694)
- Pietro Luigi Malaspina, C.R (1695-1705)
- Ascanio Silvestri (1706-1714) nommé évêque de Pienza
- Niccolò Tolomei (1715 -1718)
- Eusebio Ciani, O.S.B.Cam (1719-1770)
- Pietro Maria Vannucci (1770-1793)
- Francesco Toli (1795-1803) nommé évêque de Pistoia et Prato
  - Siège vacant (1803-1818)
- Giuseppe Mancini (1818-1824) nommé archevêque de Sienne
- Giuseppe Maria Traversi (1825-1872)
- Giuseppe Morteo, O.F.M.Cap (1872-1891)
- Giovanni Battista Borachia (1892-1924)
- Giovanni Piccioni (1924-1933)
- Faustino Baldini (1933-1966)
  - Siège vacant (1966-1970)
- Lorenzo Vivaldo (1970-1978) nommé évêque de Massa Marittima-Piombino

## Évêques de Massa Marittima-Piombino
- Lorenzo Vivaldo (1978-1990)
- Angelo Comastri (1990-1994)
- Gualtiero Bassetti (1994-1998) nommé évêque d'Arezzo-Cortone-Sansepolcro
- Giovanni Santucci (1999-2010) nommé évêque de Massa Carrara-Pontremoli
- Carlo Ciattini (2010- )

## Sources
- http://www.catholic-hierarchy.org